# Baykal-Klasse
Die Flusskreuzfahrtschiffe der Baykal-Klasse (russisch Байкал, dt. Transkription: Baikal), welcher auch als Projekt 646 oder BiFa Typ B (Binnenfahrgastschiff Typ B) bekannt war, sind fluss- und kanalgängige Binnenpassagiermotorschiffe mittlerer Bauart. Die Klasse ist benannt nach dem ersten Schiff der Klasse, das den Namen des Baikalsees in Ostsibirien trug.

## Geschichte
Die Flusskreuzfahrtschiffsserie wurde von 1953 bis 1956 hergestellt. Der VEB Warnowwerft Warnemünde in der DDR baute die Schiffe des gemeinsamen Entwurfs (ZTKB und KB der DDR vom 3. April 1952). Die Namensgebung war mit wenigen Ausnahmen auf sowjetische Seen und bedeutende Schriftsteller begrenzt. Eingesetzt waren die Schiffe durch sowjetische Reedereien wie JRP, LORP, TMMP, SSRP, SDP (ГП Советское Дунайское пароходство ММФ СССР), KRP und IRP auf sowjetischen Flussen und Seen, auf der Ostsee bis Linie Leningrad-Vyborg, auf dem Weißen Meer, auf dem Schwarzen Meer sowie durch das polnische Unternehmen POLSTEAM Zegluga Szczecinska SP z.o.o auf der Ostsee von Stettin aus. Nach dem Zerfall der Sowjetunion gelangten die Schiffe in die Hände von russischen und ausländischen Privatfirmen.

## Technik
Die einzelnen Schiffe unterscheiden sich, je nach Variante, durch kleinere Unterschiede in der Schiffsgröße, die Ausrüstung mit verschiedenen Motorenbaumustern und anderen Besonderheiten, mit denen sie auf den jeweiligen Einsatz abgestimmt wurden. Die Schiffe wurden später komplett modernisiert und für neue Verhältnisse umgebaut, wobei die Zahl der Passagierplätze beträchtlich reduziert wurde. Die Schiffe verfügen über einen Dieselantrieb mit zwei reversierbaren Viertakt-Hauptmotoren 6NVD48 ohne Turbolader.

## Ausstattung
Die Schiffe waren beim Bau mit Einzel- und Doppelkabinen sowie 4-, 6- und 8-Bettenkabinen, alle mit Waschgelegenheit, versehen. Darüber hinaus stehen zwei Restaurants und zwei Gemeinschaftsräume zur Verfügung. Die Mehrbettenkabinen wurden später modernisiert, was zu einer Verringerung der Passagierkapazität und erhöhtem Reisekomfort führte.

## Liste der Schiffe
| Schiffe der Baykal-Klasse (Auswahl) | Schiffe der Baykal-Klasse (Auswahl) | Schiffe der Baykal-Klasse (Auswahl) | Schiffe der Baykal-Klasse (Auswahl)                 | Schiffe der Baykal-Klasse (Auswahl) | Schiffe der Baykal-Klasse (Auswahl)                                        | Schiffe der Baykal-Klasse (Auswahl) | Schiffe der Baykal-Klasse (Auswahl)                                                                      |
| Baumonat und -jahr                  | Baunummer                           | Bild                                | Name (englisch / russisch)                          | erste Reederei                      | Heimathafen                                                                | Flagge                              | Umbenennungen und Verbleib                                                                               |
| ----------------------------------- | ----------------------------------- | ----------------------------------- | --------------------------------------------------- | ----------------------------------- | -------------------------------------------------------------------------- | ----------------------------------- | --- |
| September 1954                      | 1.115                               |                                     | Gospodin Velikiy Novgorod Господин Великий Новгород | Kama-Flussreederei                  | Tschistopol → Archangelsk → Leningrad → Sankt Petersburg → Weliki Nowgorod | →                                   | gebaut als Sevan, ex. Geroy Yu. Gagarin, RRR-Nr. 142515; Schulschiff von MUDOD Detski Morskoi Zentr KJUM |
| Dezember 1954                       | 1.117                               |                                     | Korolenko Короленко                                 | Nord-West-Flussreederei             | Leningrad → Rostow am Don → Leningrad → Sankt Petersburg                   | →                                   | Nr. 142517 (RRR); Hotelschiff in Wyborg                                                                  |
| August 1955                         | 1.119                               |                                     | Belinskiy Белинский                                 | Sowjet-Donau-Reederei               | Ismajil → Kiew → Nischni Nowgorod                                          | →                                   | Nr. 142519 (RRR)                                                                                         |
| Oktober 1955                        |                                     |                                     | Chernyshevskiy Чернышевский                         | Irtysch-Flussreederei               | Omsk                                                                       | →                                   | Nr. 142558 (RRR)                                                                                         |
| November 1955                       | 1.122                               |                                     | Mekhanik Kulibin Механик Кулибин                    | Lena-Flussreederei                  | Jakutsk                                                                    | →                                   | Nr. 142559 (RRR)                                                                                         |
| August 1956                         | 1.124                               |                                     | Rodina Родина                                       | Irtysch-Flussreederei               | Omsk                                                                       | →                                   | gebaut als Sergeyev-Tsenskiy, RRR-Nr. 142587                                                             |
| September 1956                      | 1.125                               |                                     | Mamin-Sibiryak Мамин-Сибиряк                        | Nord-West-Flussreederei             | Leningrad → Sankt Petersburg                                               | →                                   | Nr. 142588 (RRR)                                                                                         |

### (A)
- Amur-Klasse, Projekt Q-003 (386)
- Volga-Klasse, Projekt Q-031
- Maksim-Gorkiy-Klasse, Projekt Q-040
- Vasiliy-Surikov-Klasse, Projekt Q-040A
- Ukraina-Klasse, Projekt Q-053
- Anton-Chekhov-Klasse, Projekt Q-056
- Sergey-Yesenin-Klasse, Projekt Q-065

### (CZ)
- Oktyabrskaya-Revolyutsiya-Klasse, Projekt 26-37
- Valerian-Kuybyshev-Klasse, Projekt 92-016
- Rossiya-Klasse, Projekt 785

### (D)
- Rodina-Klasse, Projekt 588
- Vladimir-Ilyich-Klasse, Projekt 301
- Dmitriy-Furmanov-Klasse, Projekt 302

### (H)
- Dunay-Klasse, Projekt 305